# 11518 Юнг
11518 Юнг (11518 Jung) — астероїд головного поясу, відкритий 8 квітня 1991 року.
Тіссеранів параметр щодо Юпітера — 3,175.
Названий на честь родоначальника аналітичної психології Карла Густава Юнга.